# سيرجيو غيرا
سيرجيو غيرا (بالبرتغالية: Sérgio Guerra‏) هو اقتصادي وسياسي برازيلي، ولد في 9 نوفمبر 1947 بريسيفي في البرازيل، وتوفي في 6 مارس 2014 بساو باولو في البرازيل بسبب سرطان الرئة. حزبياً، نشط في الحزب الاشتراكي البرازيلي. انتخب عضو مجلس النواب البرازيلي ‏ وانتخب عضو مجلس الشيوخ من البرازيل.